# Robert Carsen
Robert Carsen (* 23. Juni 1954 in Toronto) ist ein kanadischer (Opern-)Regisseur.

## Leben und Werk
An der Canadian Opera Company war Carsen Lotfi Mansouris Regieassistent bei der Produktion von Tristan und Isolde (1979). Danach studierte er Schauspiel an der York University in Toronto und an der Bristol Old Vic Theatre School, England.
Nach seinem gefeierten Debüt beim Glyndebourne Festival ist er an den großen Häusern Europas und weltweit gefragt: der Pariser Oper, Teatro alla Scala in Mailand, dem Maggio Musicale Fiorentino, an Het Muziektheater in Amsterdam, der New Yorker Metropolitan Opera, dem Festival d’Aix-en-Provence, der English National Opera, der Wiener Staatsoper usw. Zur Sicherung der Qualität seiner Inszenierungen hat er sich vorgenommen, bei nicht mehr als drei bis fünf Opern pro Jahr die Regie zu übernehmen.
Wichtige Inszenierungen: u. a. Lucia di Lammermoor an der Bayerischen Staatsoper München (mit Edita Gruberová, 1991), Benjamin Brittens A Midsummer Night's Dream (Festival d'Aix-en-Provence), (Wiederaufnahmen auch in der Opéra de Lyon, dem Teatro Liceu in Barcelona, der Mailänder Scala usw.), La traviata zur Wiedereröffnung des Teatro La Fenice in Venedig (2004), die Uraufführung von Giorgio Battistelli/Ian Burtons Opern-Adaption von Richard III. in Antwerpen (2005), Manon Lescaut an der Wiener Staatsoper (2005) und Il trovatore bei den Bregenzer Festspielen. Erfolgreich war auch Der Ring des Nibelungen an der Kölner Oper, der 2010 in Köln wiederaufgeführt und im September zweimal nacheinander vom deutschen Pavillon in Shanghai auf der Expo 2010 gegeben wurde.
Von Richard Strauss inszenierte Carsen u. a. an der Pariser Opéra Garnier Capriccio (mit Renée Fleming als Gräfin), bei den Salzburger Festspielen Der Rosenkavalier sowie in Tokio Elektra.
2012 inszenierte Carsen die Sonderausstellungen L’impressionnisme et la mode. Le défilé des peintres im Pariser Musée d’Orsay (25. September 2012 bis 20. Januar 2013) sowie Bohèmes (26. September 2012 bis 14. Januar 2013) in den Galeries nationales du Grand Palais.
2014 feierte er einen nachhaltigen Erfolg bei Publikum und Presse mit seiner Inszenierung von Jean-Philippe Rameaus Ballettkomödie Platée am Theater an der Wien, die mit der Opéra-Comique in Paris koproduziert wurde. Carsen verlegte die Handlung in die Welt von Haute Couture und Prêt-à-porter von heute u. a. wird Gott Jupiter als Karl Lagerfeld dargestellt, dessen Gattin Juno als Coco Chanel.
Das Inszenierungsteam besteht aus Gideon Davey, Ausstattung, Peter van Praet, Lichtdesign und Ian Burton, Dramaturgie, sowie Nicolas Paul, Choreographie. Das Finale der Oper bekommt eine tragische Wendung. Die gedemütigte Platée entreißt Amor den Pfeil und tötet sich selbst – getreu der Devise: Lieber tot, als verachtet.

## Theaterarbeiten

### Oper
- Lucia di Lammermoor (1991, Bayerische Staatsoper)
- Giorgio Battistelli/Ian Burton: UA  Richard III. (2005, Antwerpen)
- Wagner: Der Ring des Nibelungen (2010, Oper Köln)
- Platée (2014, Theater an der Wien, DVD 2020)

### Ausstellungen
- L’impressionnisme et la mode. Le défilé des peintres (2012, Musée d’Orsay, Paris)
- Bohèmes (2012, Galeries nationales du Grand Palais, Paris)